# Nabilske, Kozeleț
Nabilske (în ucraineană Набільське) este un sat în comuna Bilîkî din raionul Kozeleț, regiunea Cernihiv, Ucraina.

## Demografie
Componența lingvistică a localității Nabilske
     Ucraineană (100%)
Conform recensământului din 2001, toată populația localității Nabilske era vorbitoare de ucraineană (100%).